# Yūri Ōkubo
Yūri Ōkubo (ur. 27 lipca 2000) – japoński snowboardzista, specjalizujący się w slopestyle'u i big air. Po raz pierwszy na arenie międzynarodowej pojawił się 1 kwietnia 2014 roku w Niseko, gdzie w mistrzostwach kraju zajął 16. miejsce w slopestyle'u. W 2017 roku wystąpił na mistrzostwach świata juniorów w Špindlerův Mlýnie, gdzie wywalczył złoty medal w big air. W zawodach Pucharu Świata zadebiutował 4 września 2017 roku w Cardronie, zajmując 43. miejsce w slopestyle'u. Pierwsze punkty wywalczył 11 listopada 2017 roku w Mediolanie, gdzie był jedenasty. Na podium pierwszy raz stanął 2 grudnia 2017 roku w Mönchengladbach, kończąc rywalizację w big air na drugiej pozycji. W zawodach tych rozdzielił Norwega Marcusa Klevelanda i Kalle Järvilehto z Finlandii. W sezonie 2017/2018 zajął ósme miejsce w klasyfikacji generalnej AFU i drugie w klasyfikacji big air. W 2018 roku wystąpił na igrzyskach olimpijskich w Pjongczangu, gdzie był czternasty w slopestyle'u i osiemnasty w big air.

## Osiągnięcia

### Igrzyska olimpijskie
| Miejsce | Dzień     | Rok  | Miejscowość | Konkurencja | Zwycięzca         |
| ------- | --------- | ---- | ----------- | ----------- | ----------------- |
| 14.     | 11 lutego | 2018 | Pjongczang  | Slopestyle  | Redmond Gerard    |
| 18.     | 24 lutego | 2018 | Pjongczang  | Big air     | Sebastien Toutant |

### Mistrzostwa świata
| Miejsce | Dzień    | Rok  | Miejscowość | Konkurencja | Zwycięzca     |
| ------- | -------- | ---- | ----------- | ----------- | ------------- |
| 32.     | 9 lutego | 2019 | Park City   | Slopestyle  | Chris Corning |

### Puchar Świata

#### Miejsca w klasyfikacji generalnej AFU
- sezon 2017/2018: 8.
- sezon 2018/2019: 18.

#### Miejsca na podium w zawodach
1. Mönchengladbach – 2 grudnia 2017 (big air) - 2. miejsce